# 羊背魚形介
羊背魚形介（学名：Paradoxostoma ovaliphylla）为魚形介科魚形介屬下的一个种。